# فرشتگان (فیلم ۱۹۹۰)
«فرشتگان» (اسپانیایی: Los ángeles‎) یک فیلم است که در سال ۱۹۹۰ منتشر شد.